# Selvin Pennant
Selvin Valentín Pennant Taylor (Città del Guatemala, 4 gennaio 1950) è un ex calciatore guatemalteco, di ruolo attaccante.

## Carriera

### Club
Ad eccezione di una breve parentesi tra il 1969 e il 1980 ha sempre giocato nel campionato di casa.

### Nazionale
Con la Nazionale guatemalteca ha collezionato 15 presenze.